# Andrés Amado
Andrés Amado Reygondaud de Villebardet (Alicante, 14 de diciembre de 1886-Madrid, 7 de agosto de 1946) fue un abogado y político español que hizo carrera en el ámbito de la hacienda pública. Fue ministro de Hacienda del primer gobierno de Francisco Franco durante la guerra civil española.

## Biografía
Durante la dictadura de Miguel Primo de Rivera, con José Calvo Sotelo en el Ministerio de Hacienda, ocupó la dirección general del Timbre, formó parte de la comisión negociadora del concierto con las provincias vascas y fue, aseguró en una ocasión el propio ministro, el "verdadero animador" de la creación del Monopolio de Petróleos.
Miembro de la Asamblea Nacional Consultiva de la dictadura, una vez entrada  la Segunda República figuró en el círculo de íntimos amigos de Calvo Sotelo, junto con Jorge Vigón, Pedro Sainz Rodríguez o José Ignacio Escobar. De hecho, el líder de la extrema derecha monárquica le llevó a las Cortes en 1933 y 1936 por la provincia de Orense, donde tenía su feudo electoral, primero por Renovación Española y después por el Bloque Nacional. Además, Amado defendió en el Parlamento republicano la gestión de Calvo Sotelo, en la Dictadura de Primo de Rivera, y contendió con Indalecio Prieto sobre temas financieros. Sin duda, su estrecha relación con el mártir monárquico pesó tanto en su designación como su especialización financiera.
Comenzada la guerra civil española, desde octubre de 1936, presidió la Comisión de Hacienda de la Junta Técnica del Estado en el bando franquista. Continuaría después en primer Gobierno de Francisco Franco, constituido el 30 de enero de 1938. De hecho, fue el único superviviente de la Junta Técnica que siguió en el ejecutivo. Amado colaboró con Ramón Serrano Suñer, hombre fuerte de la situación, en la redacción del decreto que establecía la nueva organización administrativa estatal en febrero de 1938. Años después, Serrano Suñer recordaría cómo abogó ante Franco por Amado, y que debido a la "independencia de carácter" del candidato la propuesta no gustó al dictador, quien "opuso gran resistencia". En defensa de Amado, Serrano alegó los servicios en la Junta Técnica del Estado -era el único de sus integrantes cuya gestión salvaba, pues consideraba al resto como "personas sin relieve ni mérito"-, su competencia "bien probada en el Parlamento republicano", así como "su acrisolada honradez". Amado, en efecto, demostró cierta independencia de criterio.
A mediados de 1938, pese a su militancia monárquica y conservadora, se opuso a que los bienes incautados por la República a los jesuitas les fueran devueltos antes del fin de la guerra; al fin y al cabo, la labor del ministro de Hacienda en plena crisis bélica era allegar recursos al Estado, no desprenderse de ellos. Cuando en agosto de 1939 Franco cambió de Gobierno, hacía tiempo que Amado ya no podía “convivir bajo el mismo techo” con quien había sido su inicial mentor en el Gobierno, Serrano Suñer: como monárquico, y al igual que los católicos, recelaba del creciente poder de la Falange, cuyo máximo dirigente era Serrano.